# Linux Libertine

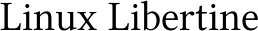
testo "Linux Libertine" composta col font Linux Libertine Regular

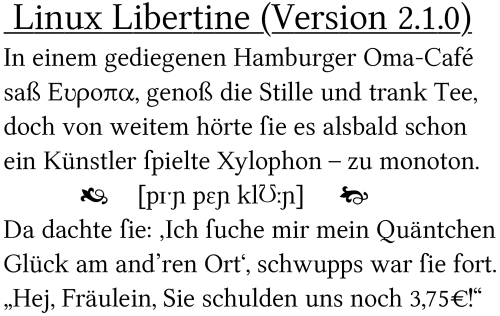
Esempio di testo scritto con il carattere libertine

Linux Libertine è un font digitale distribuito secondo la licenza GPL; è distribuibile anche secondo la licenza OFL.
Fa parte del Progetto Libertine Open Fonts che mira a creare font liberamente distribuibili da fornire agli utenti in alternativa a caratteri come Times New Roman.
Linux Libertine è un font proporzionale graziato, con l'aspetto di un tipo per libri del diciannovesimo secolo, sebbene sia stato sviluppato per la fruibilità al giorno d'oggi.
Contiene più di 2000 caratteri in Unicode e quindi può essere usato per comporre testi in molte lingue che usano caratteri latini, greci o cirillici. Inoltre offre molte legature (come ﬀ, ﬁ, ﬆ...) ed ha caratteri speciali come i caratteri IPA, frecce, simboli floreali, numeri romani, numeri medievali, ed altro.
Al 2006, sono disponibili le seguenti varianti:
- regolare
- grassetto
- corsivo
- corsivo grassetto
- sottolineato
- maiuscoletto

## Glifi speciali
Linux Libertine include il logo Tux  (Unicode code point U+E000 e carattere Capital ß).